# Helophorus rufipes
Helophorus rufipes é uma espécie de insetos coleópteros polífagos pertencente à família Hydrophilidae.
A autoridade científica da espécie é Bosc, tendo sido descrita no ano de 1791.
Trata-se de uma espécie presente no território português.